# Heinrich Vogel (SS-Mitglied)
Ludwig Wilhelm Heinrich Vogel, genannt Heinrich Vogel (* 26. März 1901 in Schöneberg; † 6. Februar 1958 in Bad Cannstatt) war ein deutscher Agrarwissenschaftler und SS-Führer.

## Leben
Vogel, Sohn eines kaufmännischen Angestellten, schloss in seiner Heimatstadt das Realgymnasium 1920 mit dem Abitur ab. Ab April 1920 absolvierte Vogel eine zweijährige landwirtschaftliche Ausbildung. Danach absolvierte Vogel ein Studium an der Landwirtschaftlichen Hochschule in Berlin, das er im Mai 1926 als Diplom-Landwirt abschloss. Bereits während seines Studiums war Vogel von August 1924 bis November 1925 als Versuchsassistent beim Berliner Institut für Tierzucht tätig. Anfang Oktober 1926 trat Vogel in die Deutsche Landwirtschafts-Gesellschaft ein und war danach in unterschiedlichen Funktionen leitend im Bereich Tierzucht beschäftigt. Ab 1929 war Vogel beamteter Tierzuchtmitarbeiter des Preußischen Ministeriums für Ernährung und Landwirtschaft. Bis 1939 war Vogel bei verschiedenen Tierzuchtämtern in leitender Funktion eingesetzt, zuletzt als Landwirtschaftsrat im Reichsnährstand.
Anfang November 1933 wurde Vogel Mitglied der SS (SS-Nr. 259.958) und Anfang Mai 1937 der NSDAP (Mitgliedsnummer 5.787.047). In der SS stieg Vogel im Januar 1942 bis zum SS-Obersturmbannführer der Reserve der Waffen-SS auf. Im Januar 1939 wurde Vogel Geschäftsführer des SS-Unternehmens Deutsche Versuchsanstalt für Ernährung und Verpflegung GmbH in Berlin. Ab Anfang Februar 1939 war Vogel im Stab des Reichsführers SS Heinrich Himmler und wurde Abteilungsleiter im Hauptamt Verwaltung und Wirtschaft (HAVW). Anfang März 1941 übernahm Vogel das Amt III D im HAVW und wechselte Anfang September 1941 als Amtsleiter zum W V im HAVW.
Nach Gründung des SS-Wirtschafts- und Verwaltungshauptamtes (WVHA) leitete Vogel von Anfang Februar 1942 bis zum Ende des Zweiten Weltkrieges das Amt W-V (Land-, Forst- und Fischwirtschaft) im WVHA.
Nach Kriegsende lebte Vogel, der juristisch nie belangt wurde, in Dornstetten.